# Dorfkirche Hermsdorf (Berlin)

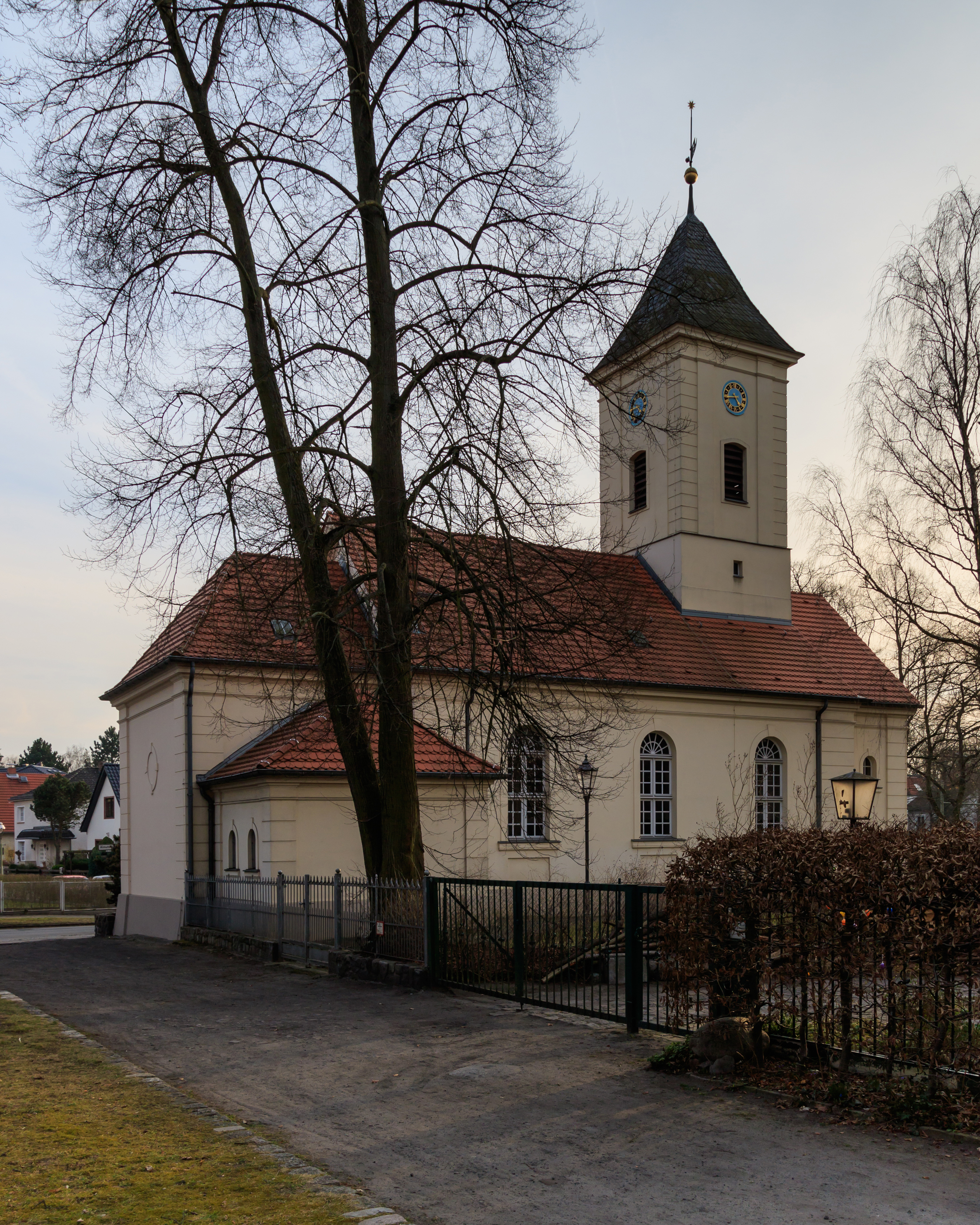
Dorfkirche Hermsdorf

Die  Dorfkirche Hermsdorf ist eine der über 50 Dorfkirchen in Berlin, die alle seit der Reformation in Brandenburg im Jahr 1539 evangelisch sind. An Stelle der mitten auf dem Dorfanger Alt-Hermsdorf stehenden mittelalterlichen Fachwerkkirche wurde westlich von ihr in der Almutstraße 1756 zunächst eine Fachwerkkirche errichtet, bevor 1830 der heute vorhandene rechteckige Putzbau entstand. 1909 wurde die Barockkirche erweitert, im Westen mit einer Vorhalle und im Osten mit einem eingezogenen Altarraum mit seitlich angefügter Sakristei. Die im Zweiten Weltkrieg beschädigte Kirche wurde von 1954 bis 1955 wiederhergestellt. 1960 wurde der Turm durch einen massiven Neubau ersetzt. Die Kirche im Berliner Ortsteils Hermsdorf steht unter Denkmalschutz.

## Geschichte
Das Dorf Hermsdorf wurde erkundlich erstmals 1349 als Hermannstorp erwähnt, wurde allerdings schon in der Slawenzeit Ende des 12. Jahrhunderts besiedelt und um 1230 von deutschen Zuzüglern in Besitz genommen. Diese werden vermutlich noch im 13. Jahrhundert, wie allgemein üblich, eine Holzkirche errichtet haben. Diese Kirche aus Holz oder Fachwerk stand auf dem alten Dorfanger, dem südöstlichen Ende der Straße Alt-Hermsdorf, am Tegeler Fließ. Lage, Größe und ihr Alter haben Ausgrabungen aus Anlass des 750. Stadtjubiläums von Berlin ergeben. Im Landbuch Karls IV. (1375) werden weder Pfarr- noch Kirchhufen erwähnt; das Dorf war also noch unverhuft, sodass eine weiterhin überwiegend slawische Einwohnerschaft zu dieser Zeit anzunehmen ist. Am Standort der alten Holzkirche wurde im Spätmittelalter eine neue Kirche errichtet: Es handelte sich um ein ärmliches, rechteckiges Fachwerkhaus mit Ausfachungen aus Flechtwerk und Lehm. Ein Pfarrer wird erstmals 1541, also nach der Reformation, genannt.
Die Siedlungspolitik König Friedrich II. führte etwa seit 1750 zu erheblichen Erweiterungen der bislang nur wenig gewachsenen Dörfer. Auch Hermsdorf wurde 1753 bis 1756 um sein „Neu-Dorf“ vergrößert. Der neue Dorfteil wurde ausschließlich mit Fachwerkhäusern angelegt; insofern wich die 1756 an der Almutstraße errichtete neue Kirche nicht von dieser Norm ab. Eine Dorfansicht auf einem Bild aus der Zeit um 1820, dessen Original sich im Kupferstichkabinett Berlin befindet, stellt die Kirche als Fachwerkbau dar, der übliche Stil zur friderizianischen Zeit. Es handelte sich um eine Saalkirche mit hohen Rundbogenfenstern und westlichem Dachturm in barocken Formen.

## Kirchenschiff
Im Jahr 1830 entstand der vorhandene rechteckige Putzbau in Form eines rechteckigen Langhauses mit drei hohen Rundbogenfenstern in den Längsseiten. Sie entspricht in Größe, Stil und Ausstattung dem Standard der Amtskirchen der preußischen Landgemeinden in der zweiten Hälfte des 18. und des frühen 19. Jahrhunderts. Die klassizistischen Elemente der Architektur der heutigen Kirche sind typisch für die Entstehungszeit. Die Grundstruktur der Fachwerkkirche als Vorgängerbau glich der des heutigen Gebäudes aus verputztem Backstein. 1909 vergrößerte man die Kirche durch eine vorgesetzte Eingangshalle und einen gesonderten Altarraum, der dem östlichen Langhaus in Form eines eingezogenen Chors angebaut wurde, dem sich nördlich noch eine kleine Sakristei anfügte. Diese Maßnahme war erforderlich, weil in der alten Kirche nicht mehr genug Platz war, denn die Einwohnerzahl war auf über 5000 angestiegen. Eine zweite Kirche erhielt Hermsdorf erst 1935.
Die gesamte Anlage aus Schiff, Altaranbau, Sakristei, Vorhalle und Turm weist wenige schmückende Elementen wie Turmspitze, Turmuhr, Eckquader und Lisenen auf.

## Turm
Der Neubau von 1756 hatte einen hölzernen Dachturm mit viereckiger Laterne, geschweifter Haube und mehrteiliger Spitze. Auch der Turm der Kirche von 1830 saß als Reiter auf dem Satteldach des Kirchenschiffes. Der durch Hausschwamm baufällig gewordene Turm wurde 1960 durch einen massiven Neubau in alter Form erneuert. In ihm hängen drei Bronzeglocken.
| Nr. | Gießer                  | Gussjahr | Schlagton | Gewicht (kg) | Durchmesser (cm) | Höhe (cm) | Krone (cm) | Inschrift an der Schuler                                                                | Inschrift am Schlagring                                               |
| --- | ----------------------- | -------- | --------- | ------------ | ---------------- | --------- | ---------- | --------------------------------------------------------------------------------------- | --------------------------------------------------------------------- |
| 1   | unbekannt               | 1507     | a'        | 444          | 98               | 74        | 16         | O REX GLOTIE VENI CUM PACE JOHANNES MATHEUS MARCUS LICAS PAULUS MARIA A. D. M CCCCC VII | STUDENKA. 1507                                                        |
| 2   | Petit & Gebr. Edelbrock | 1960     | h'        | 310          | 80               | 66        | 14         | + JESUS CHRISTUS, GESTERN UND HEUTE / UND DERSELBE AUCH IN EWIGKEIT. HEBR. 13, VERS 8.  | ESTIFTET VOM KIRCHENBAUVEREIN >> FREUNDE DER DORFKIRCHE << A. D. 1960 |
| 3   | Petit & Gebr. Edelbrock | 1958     | cis"      | 215          | 71               | 59        | 13         | KOMM, HERR JESUS                                                                        | + AMEN + GESCHER, AD 1958                                             |

## Innenausstattung
Der einzige Zugang der Kirche erfolgt durch das klassizistische Westportal. Nur die Sakristei von 1909 hat noch eine weitere Tür. Der Emporen- und Turmzugang liegt jetzt in der Vorhalle, vor 1909 erreichte man beides vom Kirchenschiff aus.
Nach dem triumphbogenartigen Durchbruch der alten Altarwand anlässlich der Erweiterung nach Osten im Jahre 1909 ist der ehemalige Kanzelaltar nicht wieder aufgestellt worden. Der unter einem Holztonnengewölbe stehende heutige Altar ist nur von einem kleinen Kruzifix mit zwei Messingleuchtern geschmückt. Über die Vorgängeraltäre ist wenig bekannt. Das schlichte Innere des Kirchsaales geht auf die letzte große Instandsetzung von 1955/1956 zurück.
Auf der weit in den Raum ragenden Empore über dem westlichen Eingang der Kirche steht eine dreiteilige Orgel mit historisierend angelegtem Prospekt, die 1948–1950 gebaut wurde. Die inzwischen überholungsbedürftige Orgel war der erste Berliner Orgelneubau nach dem Zweiten Weltkrieg und galt als Meisterwerk. Die alte Orgel von 1886 war durch den Berliner Orgelbaumeister Wilhelm Remler errichtet und 1909 durch einen anderen Orgelbauer erweitert und überholt worden. Ihre Disposition kann bei Orgel Databank eingesehen werden.